# Fort Ajmer
Fort Amer, ook wel Amber, is een kasteel dat diende als verblijfplaats van de keizers in Amer, Rajasthan. Het werd gebouwd vanaf 1592 door radja Jai Singh I en uitgebreid door Sawai Jai Singh in rode zandsteen en marmer.
Met 5000 bezoekers per dag (1,4 miljoen per jaar) is het een van de meest toeristische plaatsen in India.
Het fort werd in 2013 tijdens de 37e sessie van de Commissie voor het Werelderfgoed als een van de zes Heuvelforten van Rajasthan erkend als UNESCO-werelderfgoed en onder die naam ingeschreven op de werelderfgoedlijst.

## Bouw

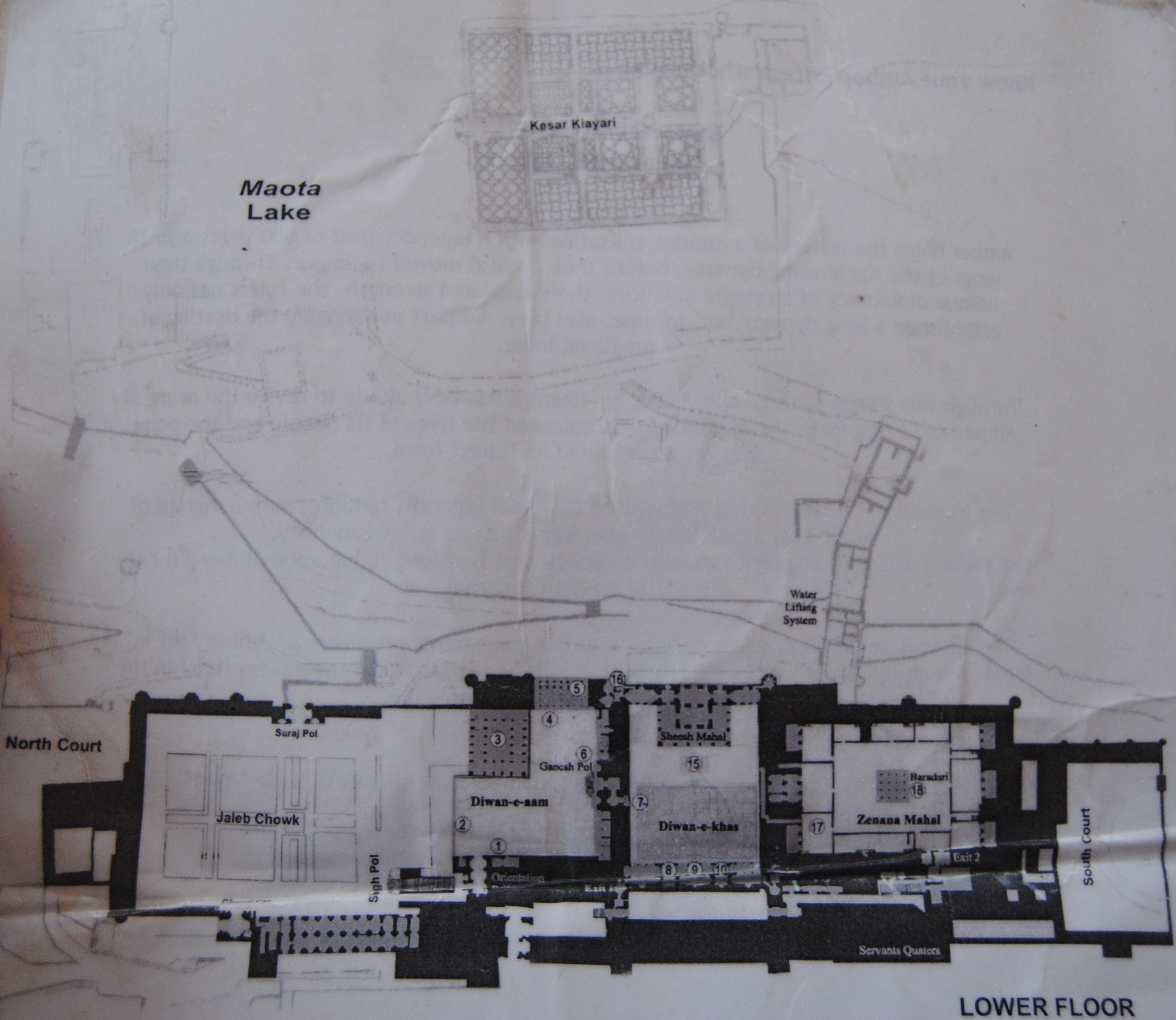
Plattegrond begane grond met opeenvolgende pleinen: links binnenplaats 1 en recht binnenplaats 5

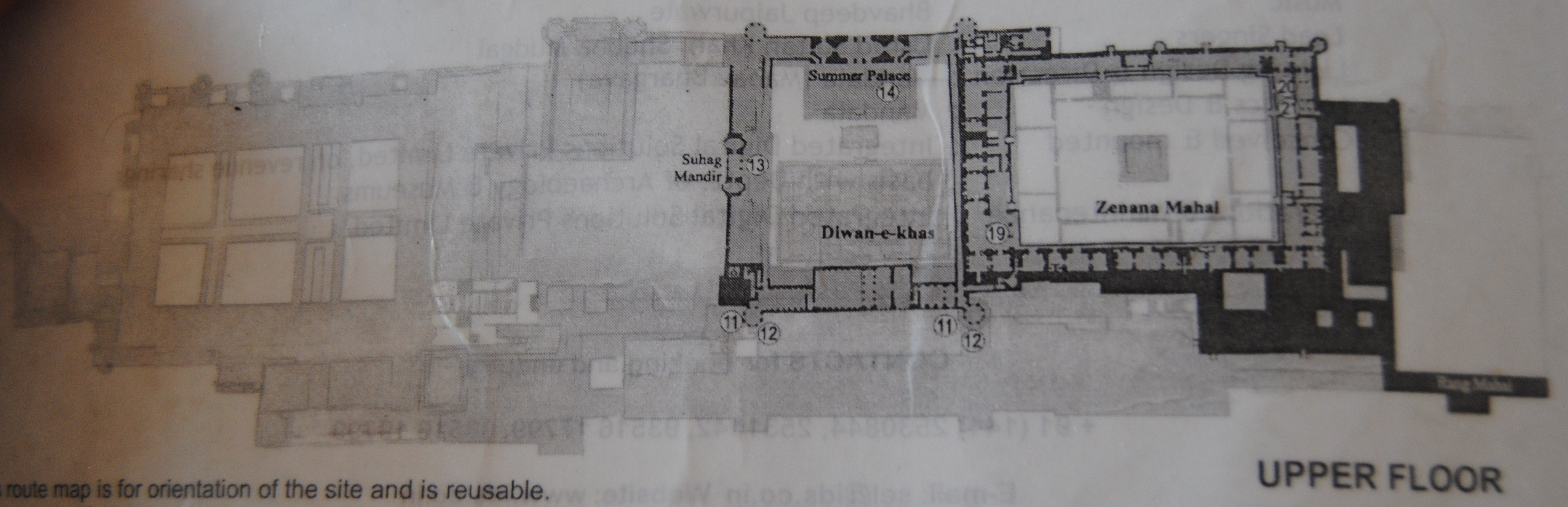
Plattegrond eerste verdieping

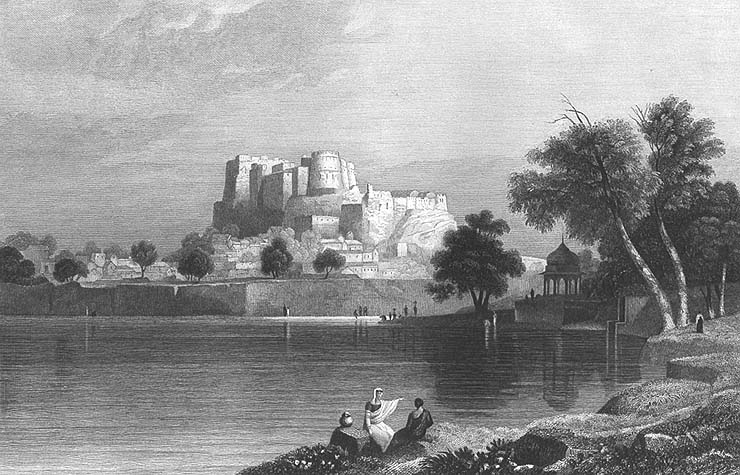
Het fort rond 1858

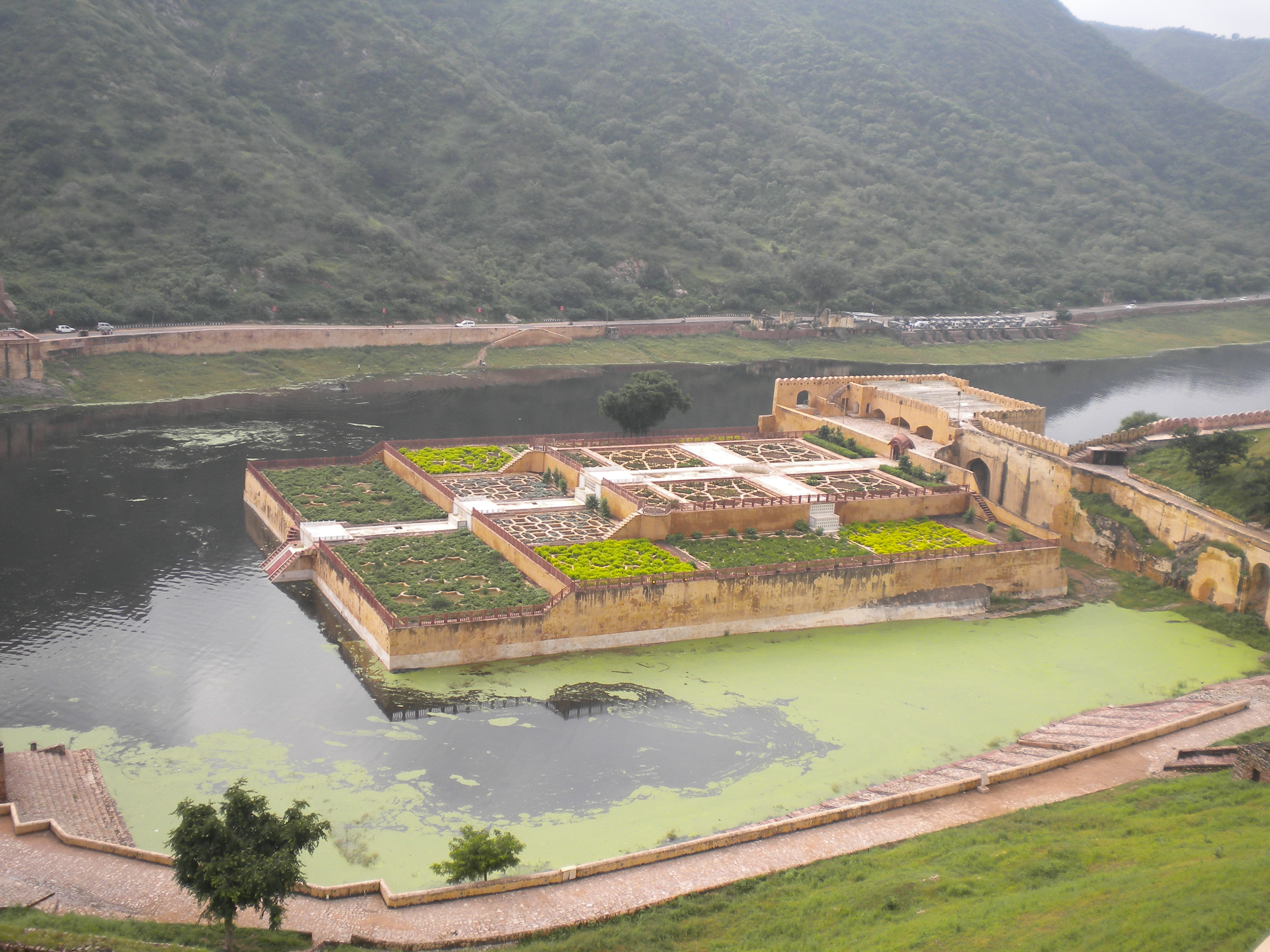
Mahotameer en de tuinen aan de voet van het kasteel

Het gebouw beslaat tegenwoordig 4 km² en is een mengeling van elementen uit de Hindu- en Mogol-architectuur. Het bestaat uit een reeks van gebouwen op 4 verschillende niveaus telkens rond een binnenplaats. Daarnaast behoort ook een tuin met een kunstmatig meer tot het complex.

### De tuinen en het meer
De tuinen grenzen aan de rand van de stad en liggen aan beide zijden het kunstmatige Mahotameer. Het meer diende ook als waterreserve. Bij een bezoek aan het fort moet men eerst een stukje door de rechterkant van de tuinen tot aan de weg naar het kasteel.

### Eerste binnenplaats
Op de plattegrond uiterst links.

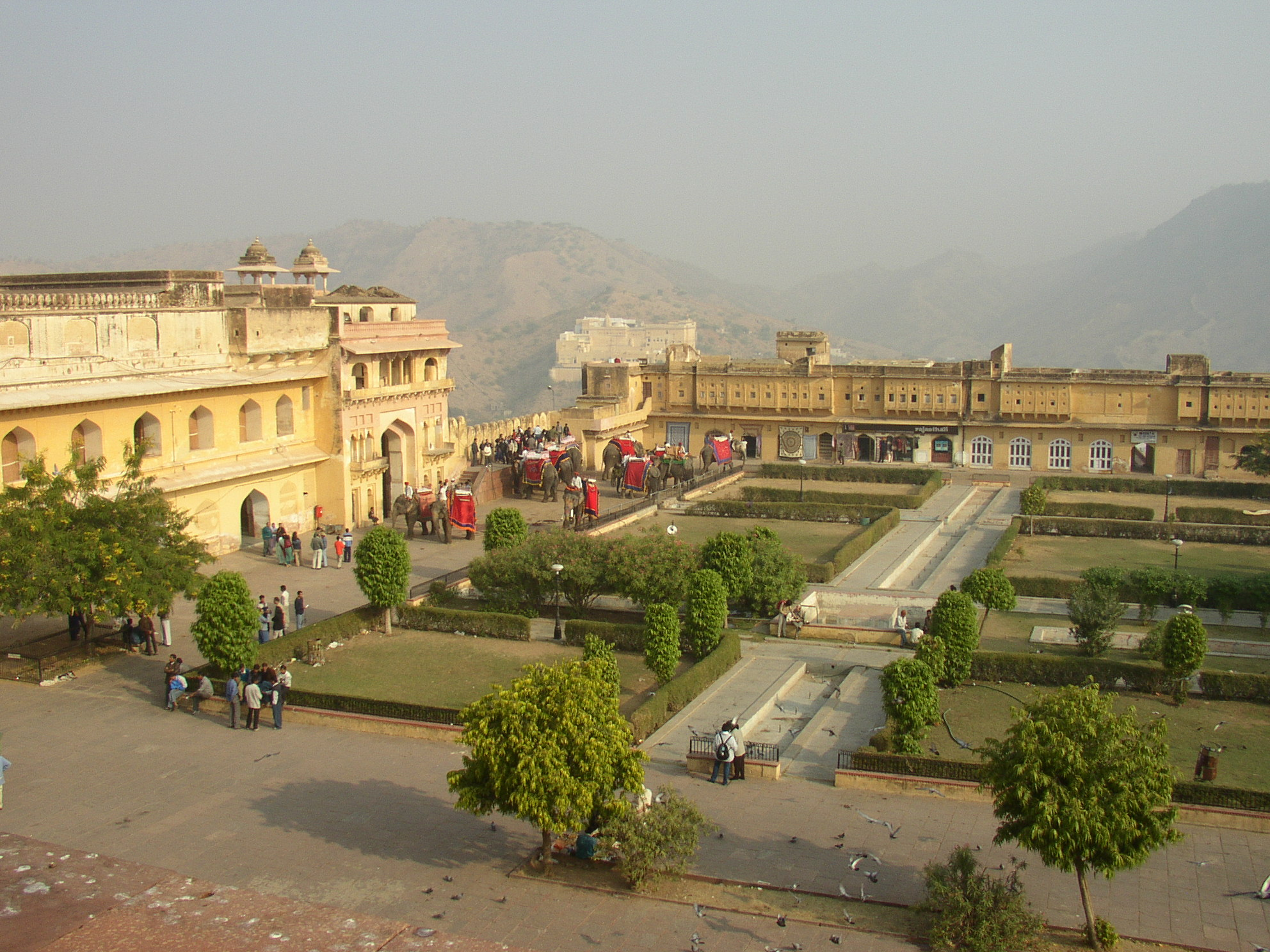
Zicht op Jaleb Chowk

Door de Suraj Pole (Zonnepoort) komt men op de eerste binnenplaats. Deze werd gebruikt bij grote gelegenheden en was voor iedereen (van het mannelijke geslacht) toegankelijk. Hier werden militaire defilés gehouden. Het was ook de verzamelplaats voor de soldaten en slaapplaatsen en stallen voor de paarden liggen rond het plein. De binnenplaats en omringende gebouwen werden door Sawai Jai Singh (1693–1743)gebouwd.
Van deze binnenplaats gaat een grote trap door de Ganesh Pol of de poort van Ganesha, genoemd naar de hindoegod, naar de private ruimtes van de koninklijke familie. Vanop deze poort konden de vrouwelijke leden van de familie de bezigheden op het plein volgen door geblindeerde ramen.
- Sila Devitempel

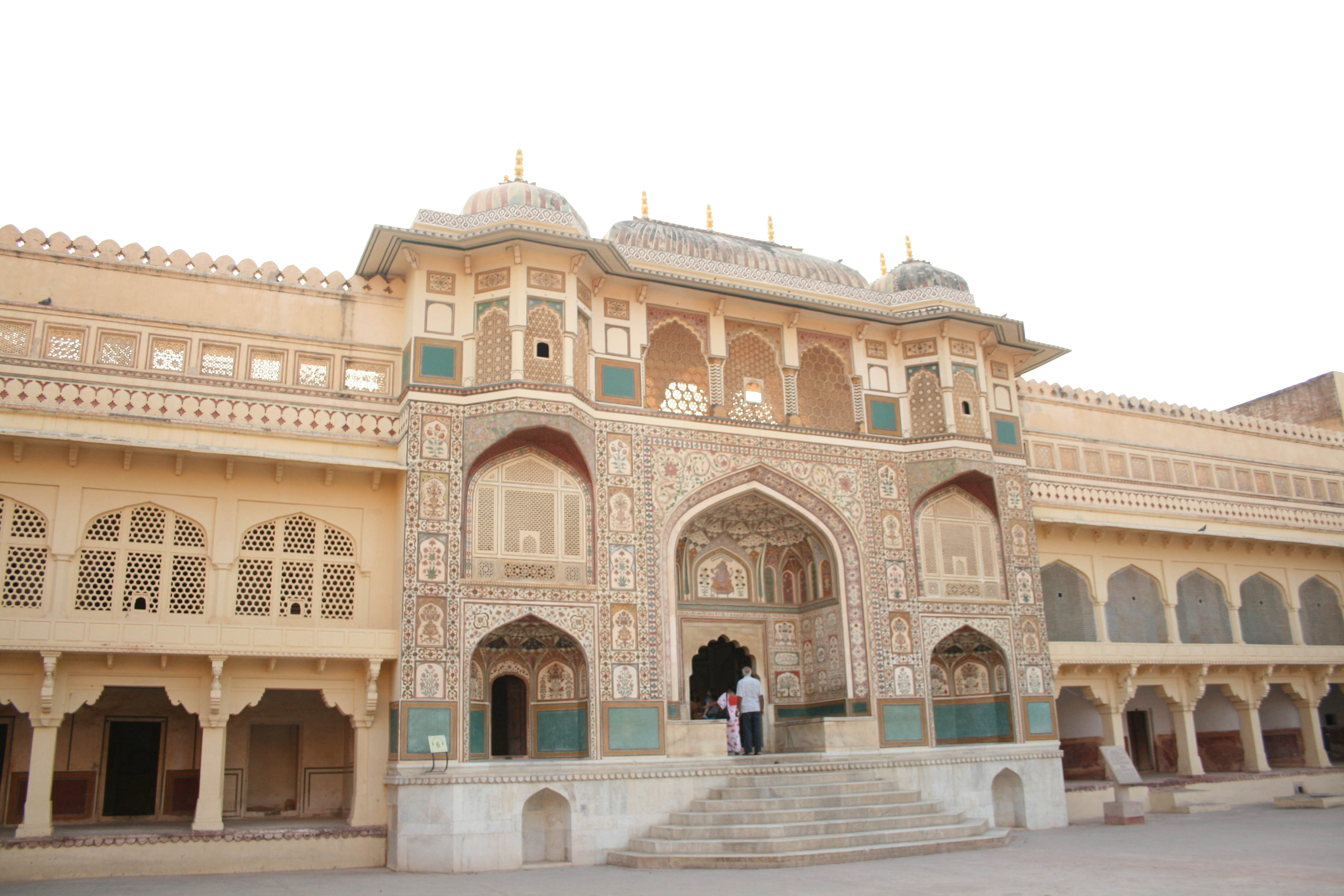
Ganesh Pol

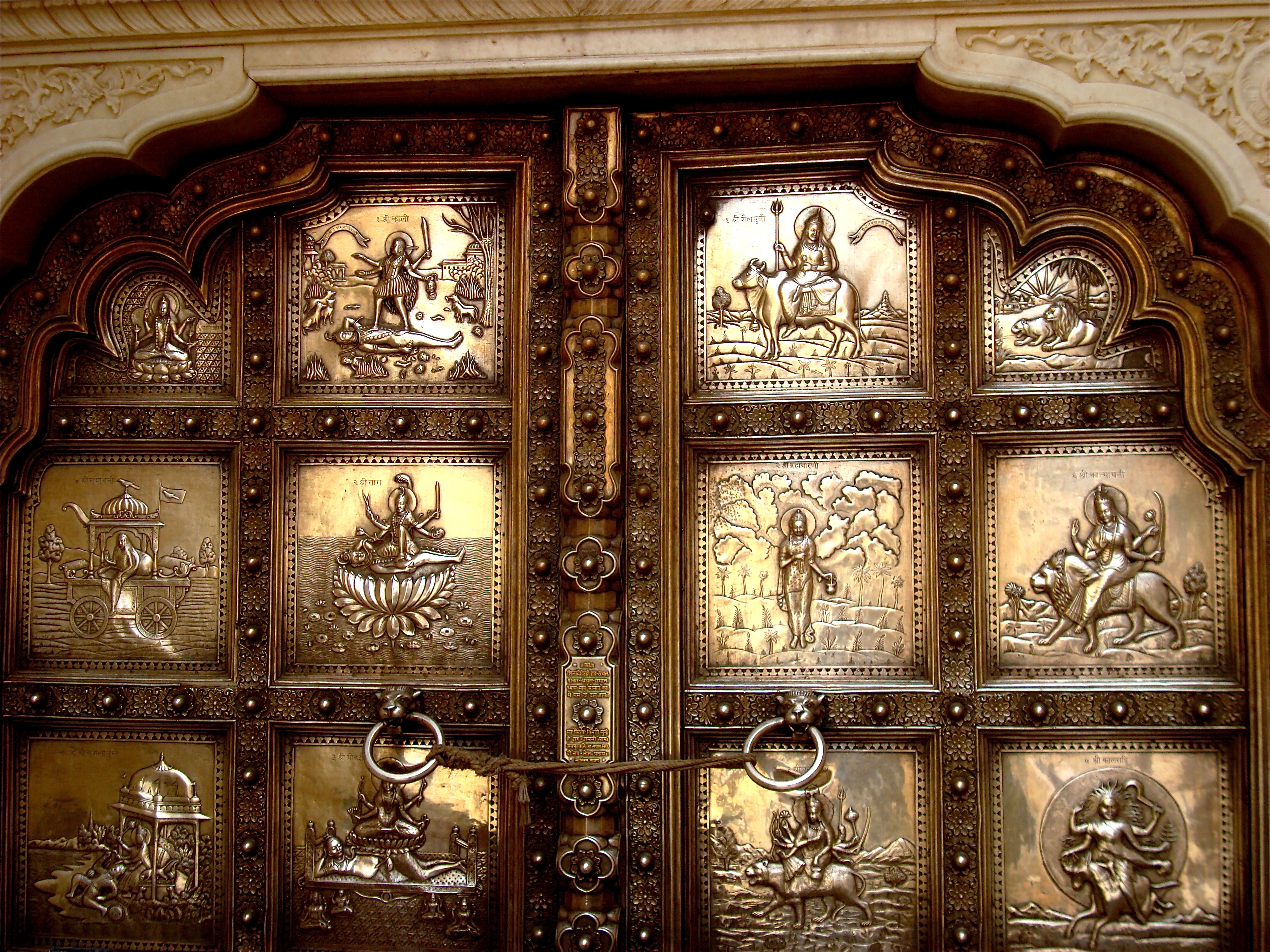
Zilveren deur van de Sila Devitempel

Op de rechterzijde van het plein is een kleine tempel genoemd naar Sila Devi, een reïncarnatie van Kali (Durga). De toegang tot de tempel gaat via een zilveren poort. Binnenin staan twee zilveren leeuwen het heiligdom te bewaken. Het werd ter ere van de overwinning in 1604 gebouwd.

### Tweede binnenplaats
In de linkerhoek van de tweede binnenplaats staat een platform ondersteund door 27 zuilen. Dit gebouw, de "Diwan-i-Am", diende als publieke audiëntieruimte voor de radja. Een zuilenrij grenzend aan de Diwan-i-Am, links op het plein, diende als kantoor voor ambtenaren. Aan de overzijde van het plein waren kamers voor dienaren en ambtenaren.

### Derde binnenplaats

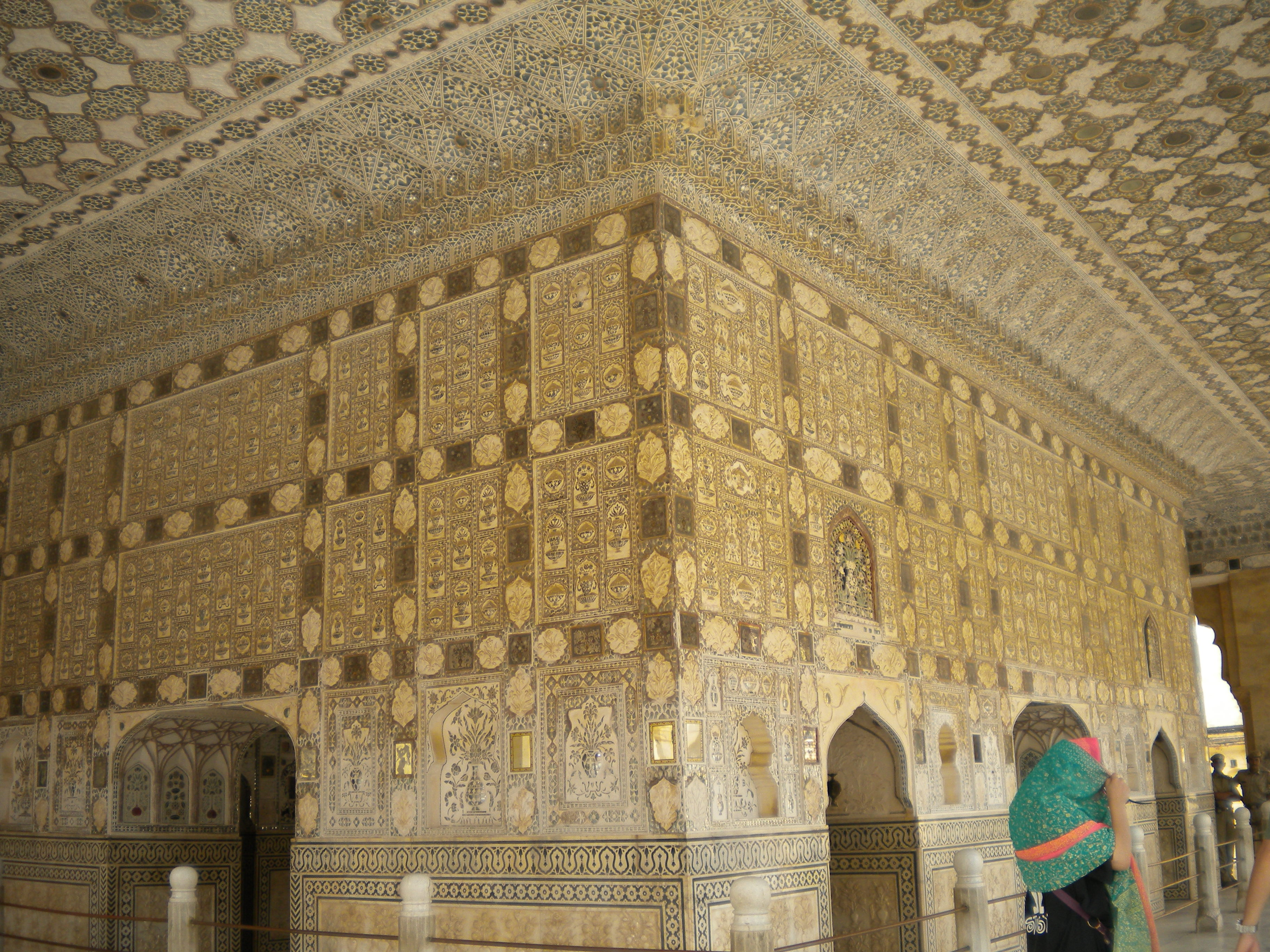
Sheesh Mahal of spiegelpaleis

De derde binnenplaats waren de private kamers van de maharadja, zijn familie en hun bedienden. Het plein heeft in het midden aangelegde tuinen met aan de linkerzijde de Jai Mandir.
- De Jai Mandir of Sheesh Mahal (spiegelpaleis) is volledig bezet met honderden stukjes spiegel waardoor het weinige licht van olielampen goed verspreid werd in de ruimte.
- Aan de rechterzijde van het plein, tegenover Jai Mandir, staat de "Sukh Mahal" (paleis van plezier).
- De tuinen

De tuinen tussen de Jai Mandir en de Sukh Niwas (Suhk Mahal) zijn aangelegd door Raja Jai Singh (1623–68) en bestaat uit een hexagonale vorm met smalle kanalen in marmer die een stervormige vijver voeden. De kanalen krijgen water via een reeks aan watervallen van de Sukh niwas (Suhk Mahal).
- Leeuwenpoort

De leeuwenpoort was voor de aanbouw een toegangspoort tot de private kamers van de koninklijke familie, de vierde binnenplaats. Op het einde was het enkel nog de harem en werd de 3de binnenplaats voor de (mannelijke leden) van de koninklijke familie. De poort werd eveneens gebouwd door Sawai Jai Singh (1699–1743).

### Vierde binnenplaats
Het plein wordt omringd door kamers en op de tweede verdieping balkonnen.
Deze binnenplaats was de harem en huisde de dames van het hof (familie en minnaressen) en bestond uit verschillende private kamers elk voor één dame.
- Tripoliapoort (driepoorten)

Is de poort die toegang geeft aan het Man Singh Paleis, een uitgang naar de tuinen via de vijfde binnenplaats, naar de dienstgang en naar Zenana Deorhi in het zuiden.
- Paleis van Man Singh I

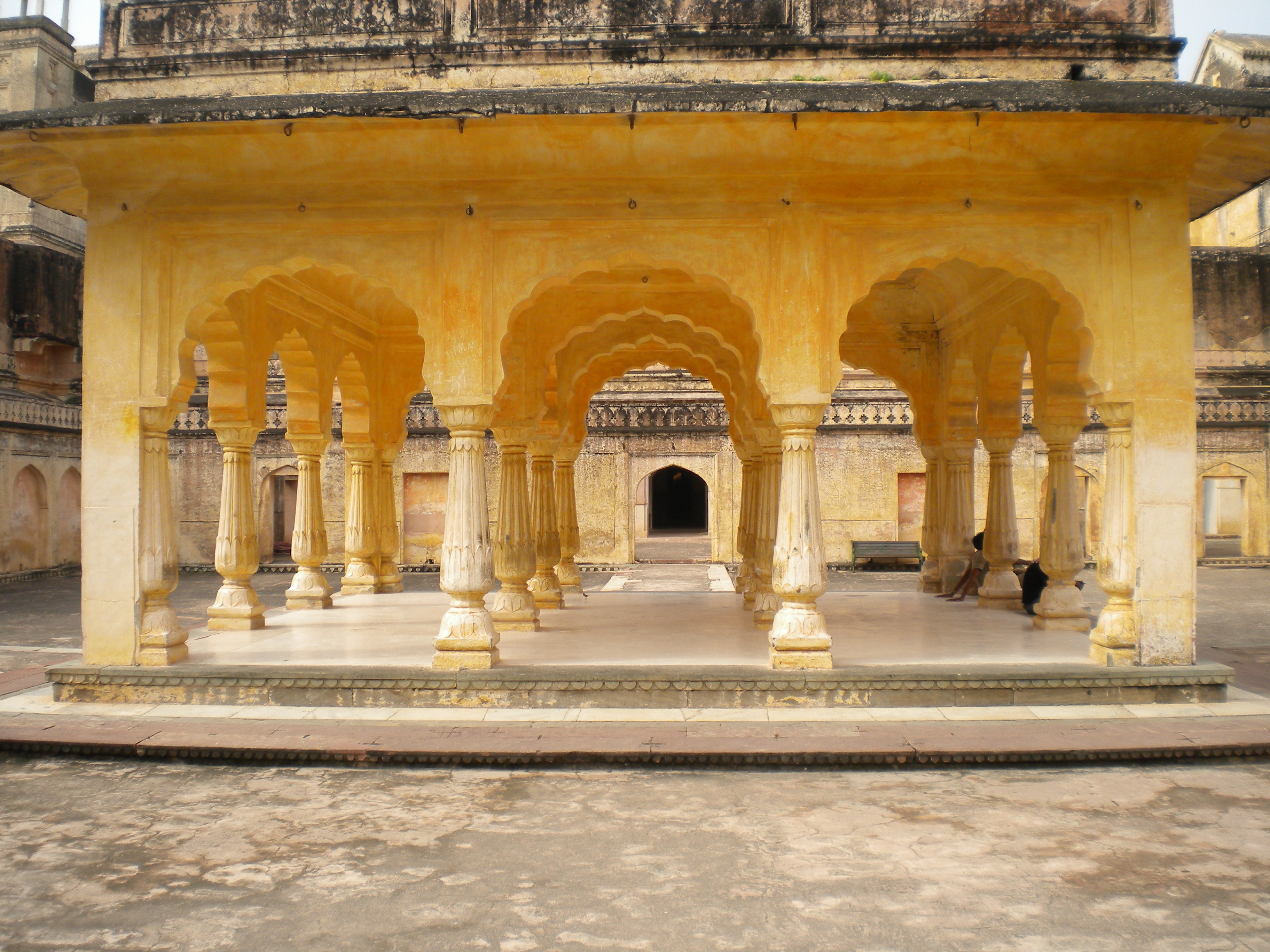
Baradharipaviljoen

Het paleis van Man Singh I (1589–1614) is het oudste gedeelte van het complex en was klaar in 1599, na 25 jaar bouwen. Een klein paviljoen (Baradari), centraal op het plein en ondersteund door meerdere zuilen, werd gebruikt door de vrouwen van de maharadja.
Op deze binnenplaats staat de Jas Mandir, de heel private audiëntie kamer van de maharadja.
Deze binnenplaats had achteraan ook een gang die uitkwam in de dienstgang waarlangs goederen en voedsel naast het paleis gevoerd werden. Hierdoor konden dames zonder gezien te worden en zonder door het ganse paleis te gaan, ongemerkte het paleis verlaten.

### Vijfde "binnenplaats"
De vijfde plaats was een plaats aan de achterzijde van het paleis waar de paarden werden gestald (uiterst rechts op de plattegrond).

## Historiek
Voor de middeleeuwen was het een klein dorpje, genaamd Amba, dat rond 1037 onder gezag van de Kachwaha kwam. Man Singh, een vertrouweling en bevelhebber onder Akbar de Grote, begon aan het paleis en bouwde de gebouwen rond de derde en vierde binnenplaats. Zijn opvolger Jai Singh I vervolledigde het paleis met de tweede en de eerste binnenplaats. In de daaropvolgende jaren werden nog kleine verbouwingen gedaan, tot Sawai Jai Singh II in 1727 de hoofdstad verlegde naar Jaipur.

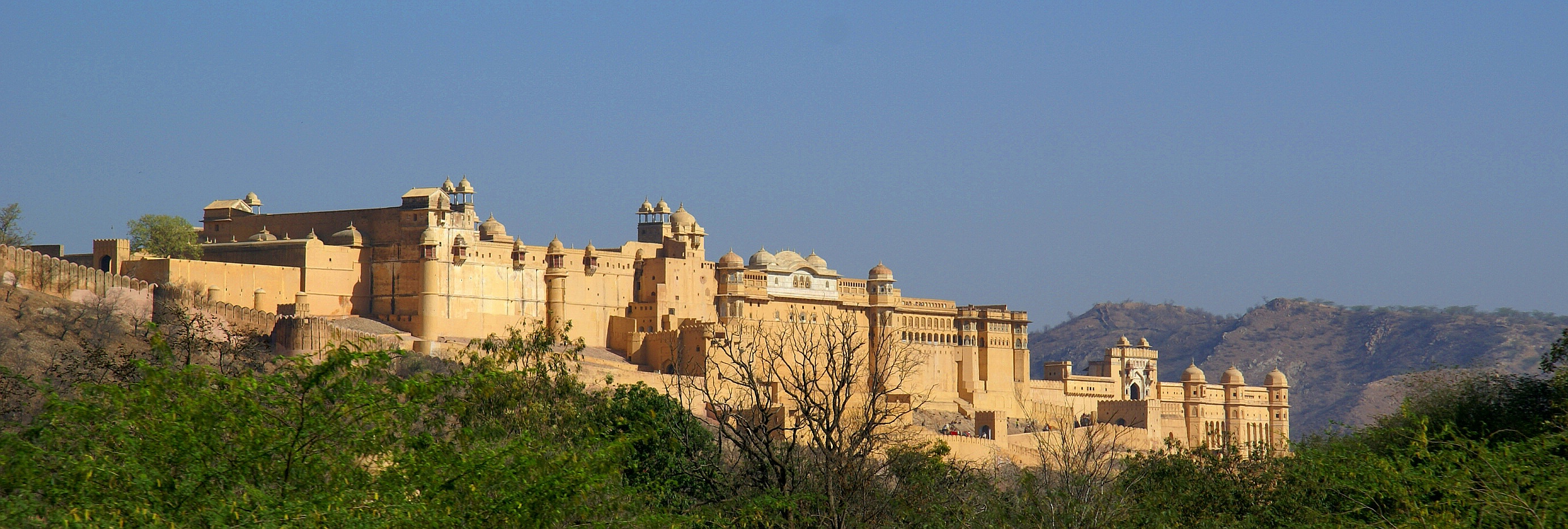
Ochtendzicht vanaf de weg

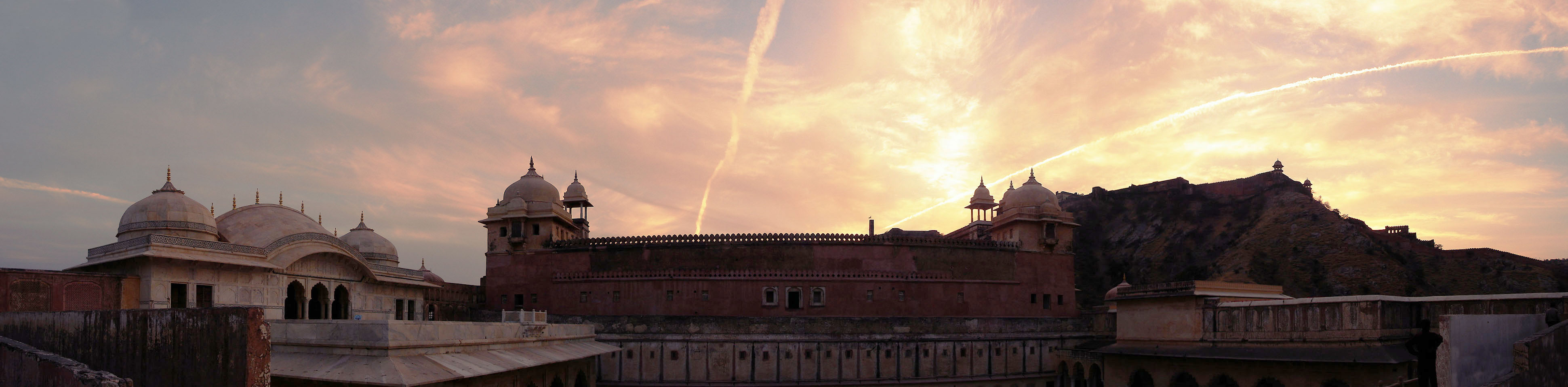
Panorama met fort Jaigarh op de heuvel op de achtergrond

## Foto's

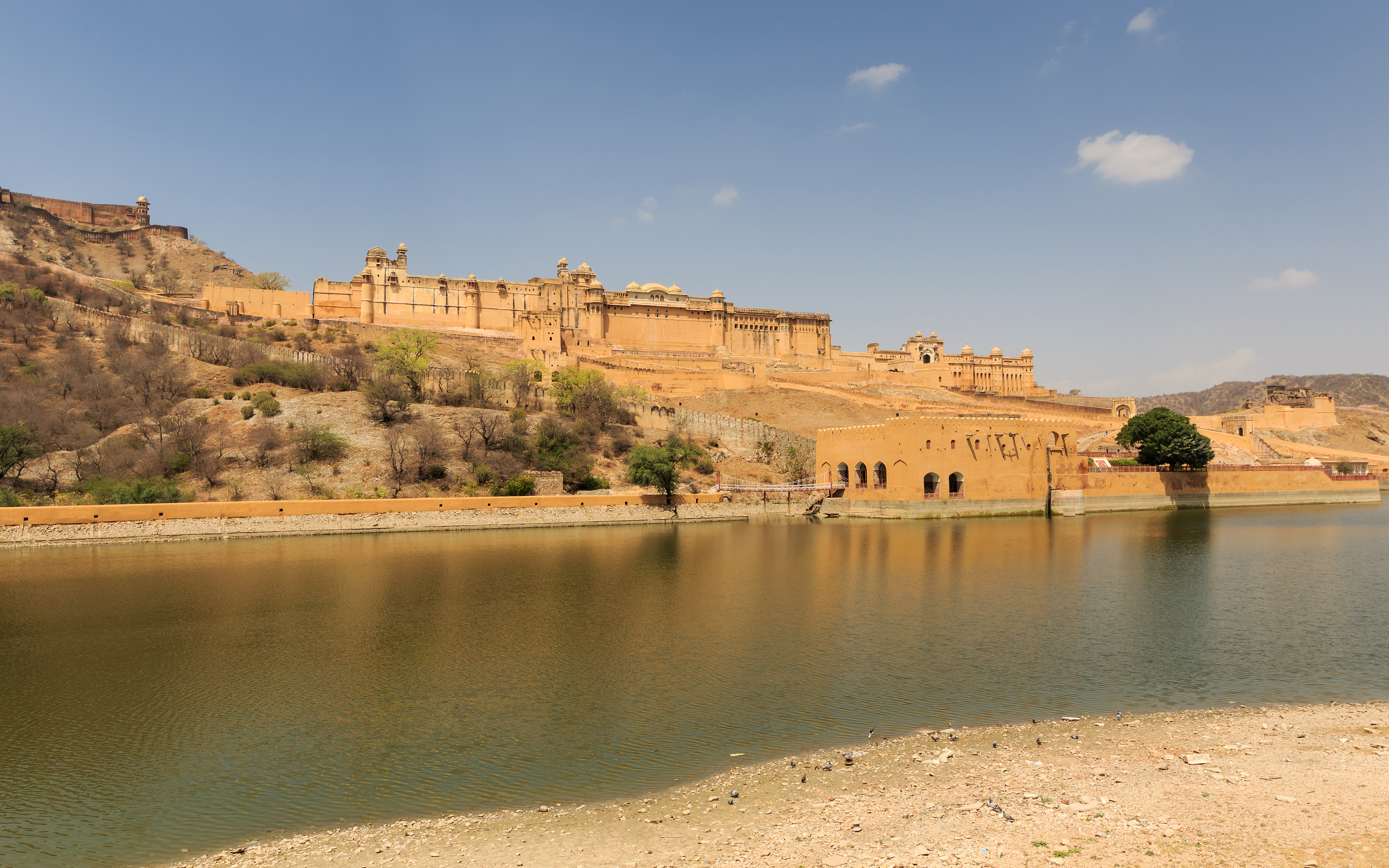
Fort Ajmer boven het Mahotameer
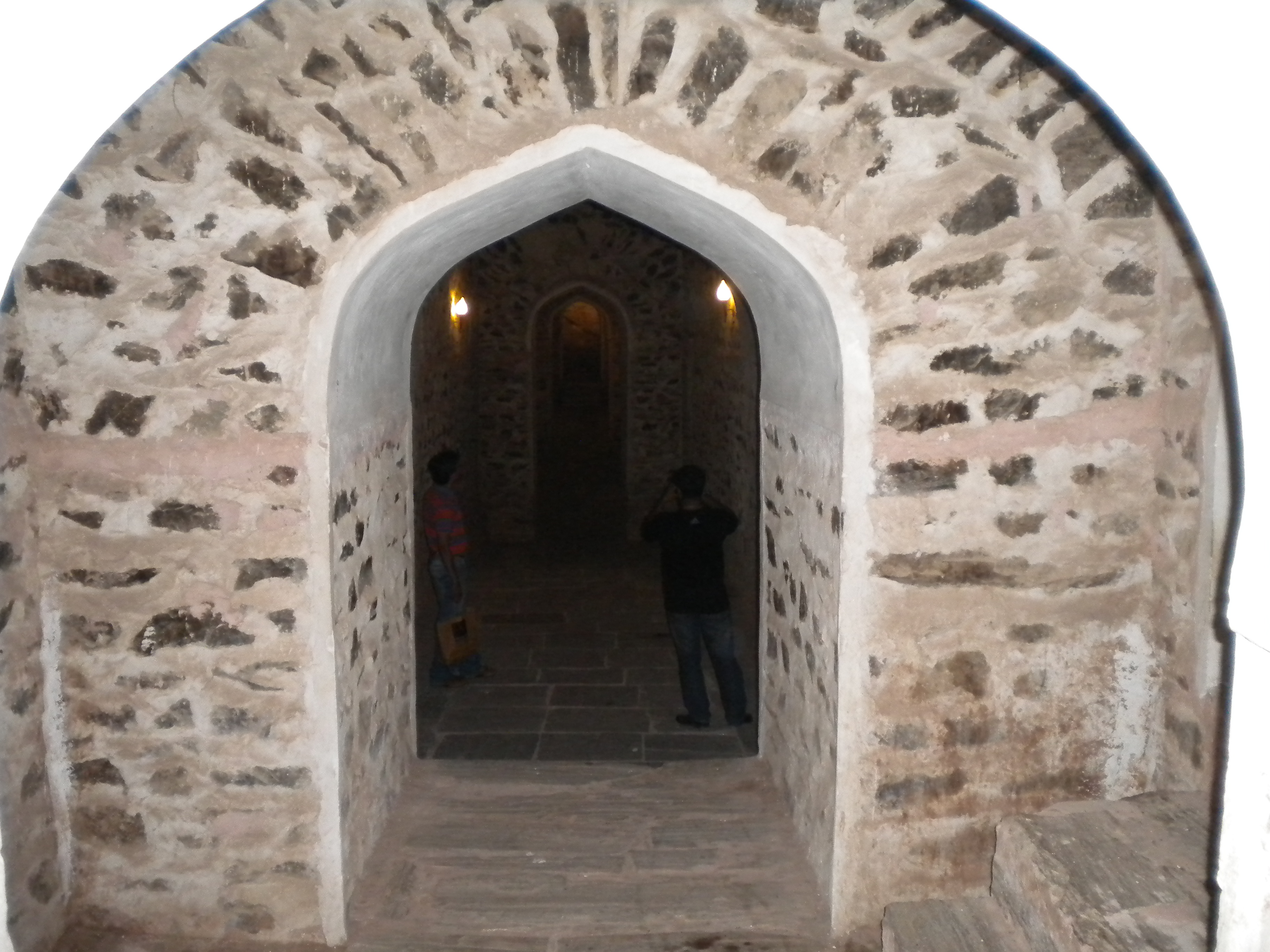
De tunnel die de forten Ajmer en Jaigarh verbond
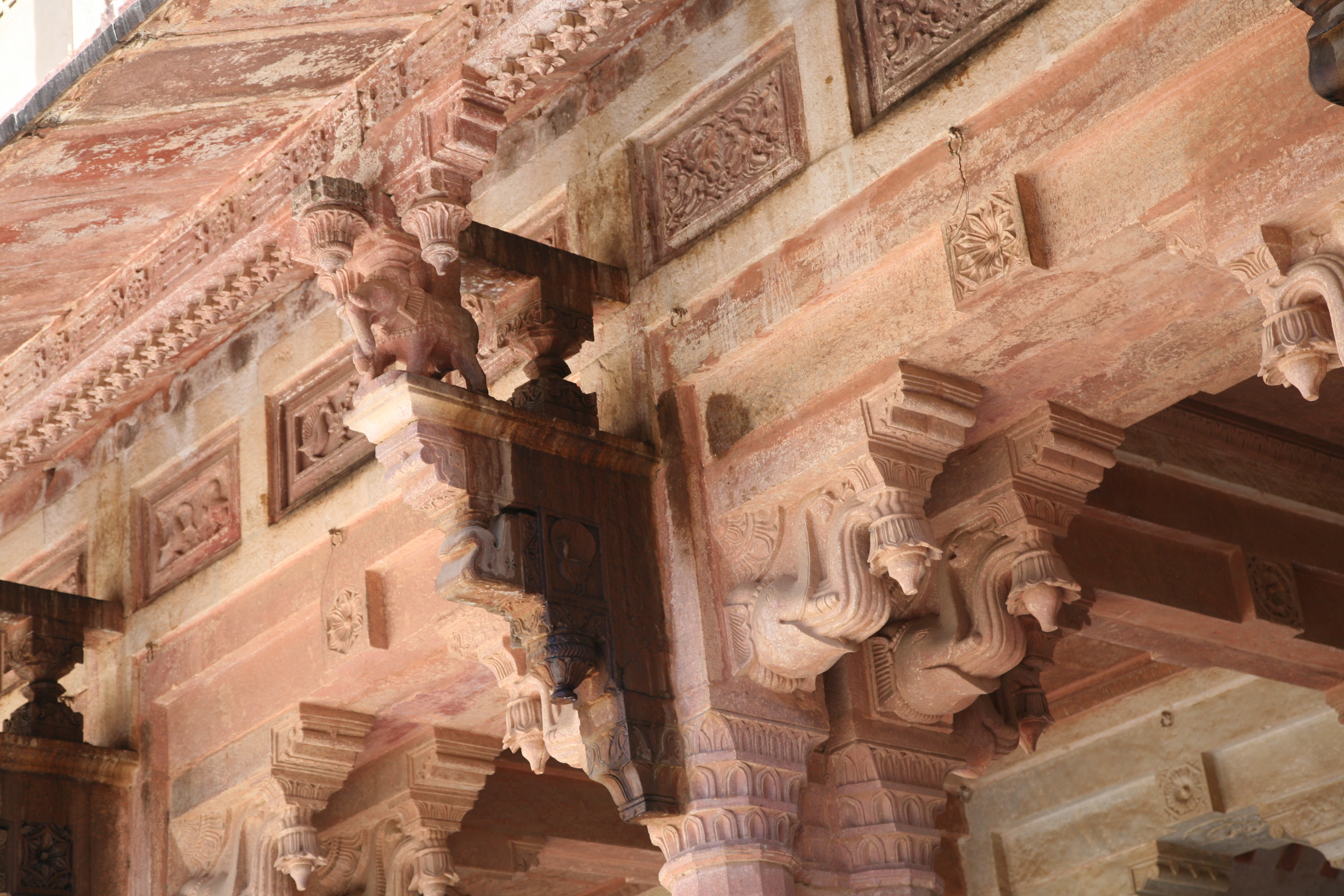
Zuilenrij van Diwan-i-Aam
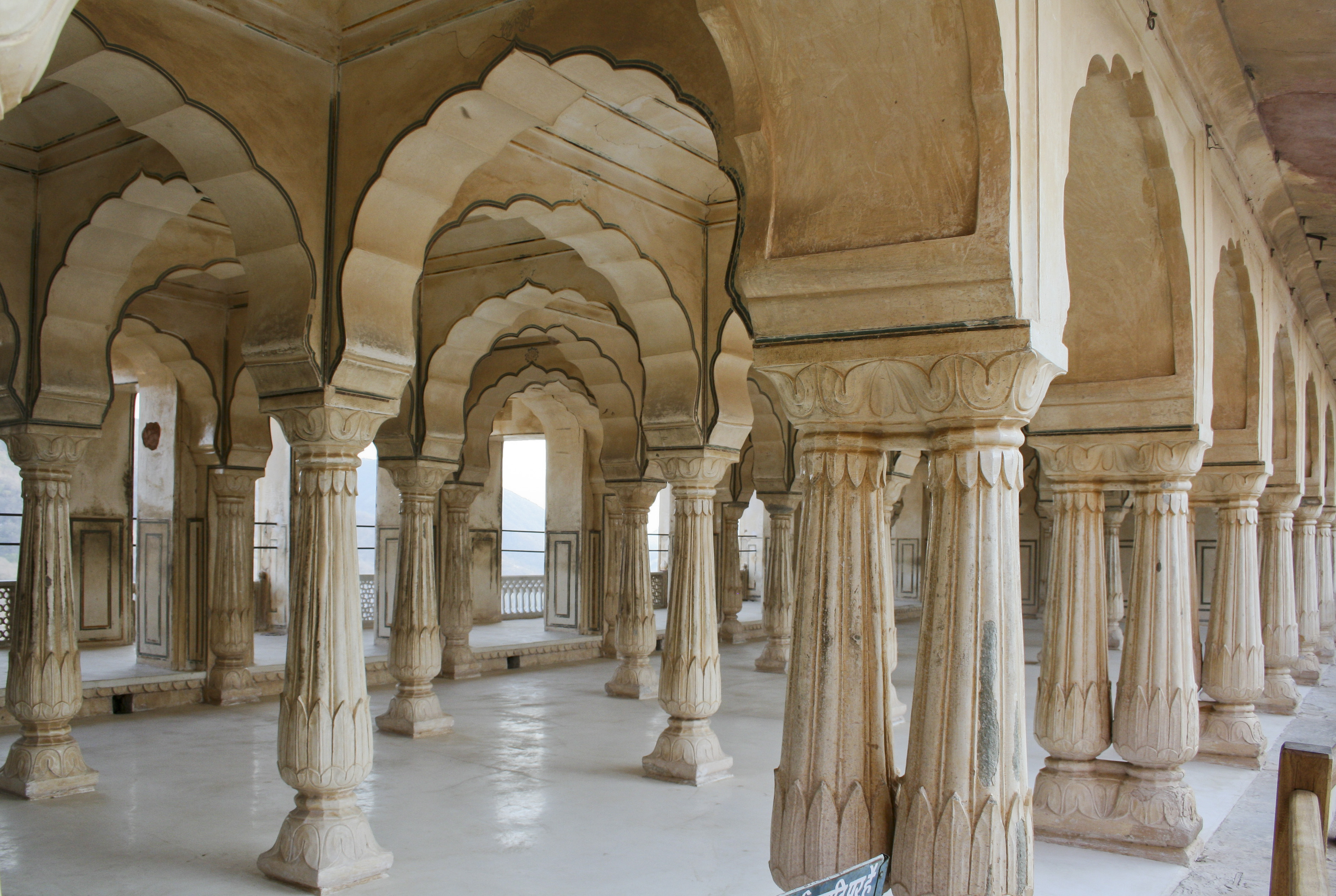
Kantoren in het fort